# Forbrydelsen
Forbrydelsen (Het Misdrijf), internationaal bekend als The Killing (De moord of Het moorden), is een Deense politieserie die bedacht is door Søren Sveistrup en geproduceerd door DR in coproductie met ZDF Enterprises. De serie ging in première op 7 januari 2007 op de Deense publieke omroep DR en is sindsdien in verschillende landen uitgezonden.

## Beschrijving
Forbrydelsen I (2007) gaat over de eigenwijze inspecteur Sarah Lund (gespeeld door Sofie Gråbøl), die met haar collega Jan Meyer belast is met het onderzoek naar de verkrachting van en de moord op een negentienjarig meisje. Er zijn verbindingen met de politiek. Het eerste seizoen bestond uit twintig afleveringen van elk ongeveer een uur.
Het tweede seizoen Forbrydelsen II, dat in 2009 in Denemarken werd uitgezonden, had tien afleveringen. Ook hierin heeft Sarah Lund de hoofdrol. Verder komt geen van de andere personages uit serie I erin voor, behalve politiecommissaris Lennart Brix. Bij het onderzoek naar de moord op een advocate raken ook de politiek en het leger betrokken.
Forbrydelsen III werd vanaf eind september 2012 in Denemarken uitgezonden en vanaf 17 november 2012 op BBC Four. Sofie Gråbøl (Sarah Lund) en Morten Suurballe (Lennart Brix) keren terug en er is een nieuwe hoofdrol voor Nikolaj Lie Kaas. Het derde en laatste seizoen speelt zich af tegen de achtergrond van de financiële crisis en het naderende 25-jarig jubileum van Sarah Lund.
Zowel op vele tv-zenders als in dvd-vorm heeft de serie veel aandacht getrokken. Hoe trendy de serie ook buiten Denemarken geworden is, blijkt uit het feit dat Sofie Gråbøl in de kerstaflevering 2011 van de cult-sitcom Absolutely Fabulous van de BBC een kleine cameo had. Eddie (Jennifer Saunders) is zo verslaafd aan The Killing, dat ze droomt dat Sarah Lund de kamer binnenstapt.
In het Nederlandse taalgebied zond het Vlaamse Canvas de toen drie jaar oude serie uit in 2010. De KRO zond de series I en II in Nederland vanaf 23 juli 2012 zes weken lang uit op maandag t/m vrijdag. De uitzendingen van seizoen III startten op maandag 12 augustus 2013 op Nederland 2.

## Prijzen en nominaties
- Sofie Gråbøl werd voor haar spel in Forbrydelsen I in 2008 genomineerd voor een Emmy Award.
- Nicolaj Kopernikus ontving eind 2007 de Deense Ove Sprogøe Prisen voor zijn vertolking van de rol van Vagn Skærbæk.
- In 2011 werd de International BAFTA voor het beste tv-drama aan The Killing toegekend.
- Ook in dat jaar werden vijf acteurs van serie I, Sofie Gråbøl, Søren Malling, Bjarne Henriksen, Ann Eleonora Jørgensen en Lars Mikkelsen, genomineerd voor de Crime Thriller Awards van het Britse ITV.
- In 2012 werd ook Forbrydelsen II genomineerd voor een BAFTA, maar die ging naar een andere Deense serie, Borgen.

| Jaar | Award                                     | Categorie                                             | Genomineerde(n)        | Resultaat   |
| ---- | ----------------------------------------- | ----------------------------------------------------- | ---------------------- | ----------- |
| 2008 | International Emmys                       | Best Drama Series                                     | The Killing            | Genomineerd |
| 2008 | International Emmys                       | Best Performance by an Actress                        | Sofie Gråbøl           | Genomineerd |
| 2010 | Festival de télévision de Monte-Carlo     | Outstanding International Producer for a Drama Series | Piv Bernth             | Genomineerd |
| 2010 | Festival de télévision de Monte-Carlo     | Outstanding European Producer for a Drama Series      | Piv Bernth             | Gewonnen    |
| 2010 | Festival de télévision de Monte-Carlo     | Outstanding Actor in a Drama Series                   | Nicolas Bro            | Genomineerd |
| 2010 | Festival de télévision de Monte-Carlo     | Outstanding Actress in a Drama Series                 | Sofie Gråbøl           | Genomineerd |
| 2010 | International Emmys                       | Best Drama Series                                     | The Killing II         | Genomineerd |
| 2011 | BAFTA Television Awards                   | Best International                                    | The Killing            | Gewonnen    |
| 2011 | BAFTA Television Awards                   | Audience Award                                        | The Killing            | Genomineerd |
| 2011 | Crime Thriller Awards UK                  | Best International TV Series                          | The Killing            | Gewonnen    |
| 2011 | Crime Thriller Awards UK                  | Best Actor                                            | Lars Mikkelsen         | Genomineerd |
| 2011 | Crime Thriller Awards UK                  | Best Actress                                          | Sofie Gråbøl           | Gewonnen    |
| 2011 | Crime Thriller Awards UK                  | Best Supporting Actor                                 | Bjarne Henriksen       | Genomineerd |
| 2011 | Crime Thriller Awards UK                  | Best Supporting Actor                                 | Soren Malling          | Genomineerd |
| 2011 | Crime Thriller Awards UK                  | Best Supporting Actress                               | Ann Eleonora Jørgensen | Gewonnen    |
| 2012 | Royal Television Society Programme Awards | International Award                                   | The Killing            | Genomineerd |
| 2012 | BAFTA Television Awards                   | Best International                                    | The Killing II         | Genomineerd |
| 2012 | Crime Thriller Awards UK                  | Best International TV Series                          | The Killing II         | Genomineerd |
| 2012 | Crime Thriller Awards UK                  | Best Actress                                          | Sofie Gråbøl           | Genomineerd |
| 2013 | Festival de télévision de Monte-Carlo     | Outstanding European TV Drama Series                  | The Killing III        | Genomineerd |
| 2013 | Festival de télévision de Monte-Carlo     | Outstanding Actress in a TV Drama Series              | Sofie Gråbøl           | Gewonnen    |
| 2013 | Crime Thriller Awards UK                  | Best International TV Series                          | The Killing III        | Gewonnen    |
| 2013 | Crime Thriller Awards UK                  | Best Actress                                          | Sofie Gråbøl           | Genomineerd |

## Serie I

### Verhaal
Detective-inspecteur Sarah Lund kijkt uit naar haar laatste dag bij de politie van Kopenhagen. Zij gaat verhuizen naar Zweden met haar verloofde en zal naar de Zweedse politie overstappen. Alles verandert nadat een 19-jarig meisje, Nanna Birk Larsen, is gevonden, verkracht en vermoord. Samen met haar collega Jan Meyer wordt Sarah gedwongen het onderzoek te doen, waarbij al snel duidelijk is dat zij jagen op een intelligente en gevaarlijke moordenaar. De lokale politicus Troels Hartmann is midden in een harde verkiezingscampagne om de nieuwe burgemeester van Kopenhagen te worden, als plotseling het bewijs voor de moord zich met hem verbindt. Tegelijkertijd worstelen familie en vrienden van het meisje met hun verlies.

### Rolverdeling
- Sarah Lund (rechercheur) - Sofie Gråbøl
- Jan Meyer (rechercheur) - Søren Malling
- Troels Hartmann (politicus en burgemeesterskandidaat) - Lars Mikkelsen
- Theis Birk Larsen (Nanna's vader) - Bjarne Henriksen
- Pernille Birk Larsen (Nanna's moeder) - Ann Eleonora Jørgensen
- Rie Skovgaard (Hartmans vriendin en politiek adviseur) - Marie Askehave
- Morten Weber (Hartmans campagneleider) - Michael Moritzen
- Vagn Skærbæk (Birk Larsens vriend en werknemer) - Nicolaj Kopernikus
- Poul Bremer (burgemeester) - Bent Mejding
- Lennart Brix (politiecommissaris) - Morten Suurballe

## Serie II

### Verhaal
Ook in het tweede seizoen heeft rechercheur Sarah Lund de hoofdrol. In seizoen II wordt zij teruggeroepen door de Kopenhaagse politie om de moord op advocate Anne Dragsholm te onderzoeken. De moordenaar blijkt het op een heel legerteam gemunt te hebben, zodat het leger en de politici van Denemarken in de moorden verstrikt raken.

### Rolverdeling
- Sarah Lund (rechercheur) - Sofie Gråbøl
- Lennart Brix (politiecommissaris) - Morten Suurballe
- Thomas Buch (minister van Justitie) - Nicolas Bro
- Karina Munk Jørgensen (secretaresse) - Charlotte Guldberg
- Carsten Plough (adviseur) - Preben Kristensen
- Jens Peter Raben (uit Team-Aegir) - Ken Vedsegaard
- Ulrik Strange (rechercheur) - Mikael Birkkjær
- Louise Raben (vrouw Jens Peter Raben) - Stine Prætorius
- Torsten Jarnvig (kolonel) - Flemming Enevold

## Serie III

### Verhaal
In Forbrydelsen III werkt Sarah Lund samen met speciaal agent Mathias Borch, die ze van vroeger kent, en de beginnende rechercheur Asbjørn Juncker. De toevallig lijkende moord op een zeeman brengt hen in de zakenwereld. Het dochtertje van een scheepsmagnaat wordt ontvoerd, tegen de achtergrond van de Deense verkiezingen en de wereldwijde economische crisis.

### Rolverdeling
- Sarah Lund (rechercheur) - Sofie Gråbøl
- Mathias Borch (speciaal agent) - Nikolaj Lie Kaas
- Lennart Brix (politiecommissaris) - Morten Suurballe
- Asbjørn Juncker (rechercheur) - Sigurd Holmen le Dous
- Robert Zeuthen (scheepsmagnaat)  - Anders W. Berthelsen
- Maja Zeuthen (Robert Zeuthens ex-echtgenote) - Helle Fagralid
- Niels Reinhardt (Robert Zeuthens rechterhand) - Stig Hoffmayer
- Kristian Kamper (minister-president) - Olaf Johannessen
- Kristoffer Kamper (Kristian Kampers broer) - Jonatan Spang
- Karen Nebel (Kristian Kampers assistent) - Trine Pallesen
- Loke Rantzau Poulson (de dader) - Thomas W. Gabrielsson
- Rosa Lebech (politica) - Sara-Marie Maltha
- Anders Ussing (politicus) - Henrik Birch

## Internationale uitzendingen
| Land                          | Zender                      | Logo | Premiere/release datum | Titel                                   |
| ----------------------------- | --------------------------- | ---- | ---------------------- | --------------------------------------- |
| Australië                     | SBS One                     |      | 17 februari 2010       | The Killing                             |
| België                        | Canvas                      |      | 2010                   | The Killing                             |
| Brazilië                      | Globosat HD                 |      | 2012                   | The Killing: História de Um Assassinato |
| Duitsland                     | ZDF                         |      | 14 september 2008      | Kommissarin Lund                        |
| Estland                       | ETV                         |      | 2013                   | Kuritegu                                |
| Faeröer                       | SVF                         |      | 2007                   | Brotsgerðin                             |
| Finland                       | Yle Fem                     |      | 2007                   | Rikos                                   |
| Frankrijk Duitsland België    | ARTE                        |      | 18 mei 2010            | The Killing                             |
| Griekenland                   | Mega Channel                |      | 2013                   | The Killing                             |
| Hongarije                     | AXN                         |      | 13 november 2012       | Egy gyilkos ügy                         |
| Ierland                       | TG4                         |      | 2013                   | The Killing                             |
| IJsland                       | RÚV                         |      | 2008                   | Forbrydelsen                            |
| Iran Afghanistan Tadzjikistan | BBC Persian                 |      | 2014                   | Ghatl dar Kopenhag                      |
| Italië                        | Fox Crime                   |      | 2011                   | The Killing                             |
| Italië                        | RAI4                        |      | 2012                   | The Killing                             |
| Japan                         | Super! drama TV             |      | 23 januari 2012        | The Killing                             |
| Kroatië                       | HRT3                        |      | 2012                   | Ubojstvo                                |
| Nederland                     | NPO 2 (KRO)                 |      | 23 juli 2012           | The Killing                             |
| Nieuw-Zeeland                 | SoHo TV                     |      | 2012                   | Forbrydelsen                            |
| Noorwegen                     | NRK1                        |      | 2007                   | Forbrytelsen                            |
| Oostenrijk                    | ORF                         |      | 3 juli 2009            | Kommissarin Lund                        |
| Polen                         | Ale Kino                    |      | 2011                   | The Killing                             |
| Portugal                      | AXN Black                   |      | 2011                   | The Killing: Cronica de um assassinato  |
| Rusland                       | Channel One                 |      | 2011                   | Убийство                                |
| Spanje                        | AXN                         |      | 2011                   | The Killing: Cronica de un asesinato    |
| Servië                        | RTS1                        |      | 2013                   | Ubistvo                                 |
| Slovenië                      | TV3 Medias                  |      | 2015                   | Investigation                           |
| Taiwan                        | PTS                         |      | 2013                   | The Killing                             |
| Tsjechië                      | ČT2                         |      | 2013                   | Zločin                                  |
| Turkije                       | Dizimax Vice                |      | 2013                   | Forbrydelsen                            |
| Verenigd Koninkrijk           | BBC Four                    |      | 2011                   | The Killing                             |
| Zweden                        | SVT1                        |      | 17 januari 2008        | Brottet                                 |
| Latijns-Amerika               | AXN Central & South America |      | 2013                   | The Killing: Crónica de un asesinato    |

## Amerikaanse versie
De Amerikaanse remake The Killing, geproduceerd door Fox Television Studios, werd vanaf april 2011 uitgezonden door AMC. Mireille Enos speelde detective Sarah Linden. Deze versie werd genomineerd voor zes Emmy Awards, maar kreeg ook veel kritiek, omdat de ontknoping uit de laatste aflevering is weggelaten. De serie werd in twee seizoenen van ieder dertien afleveringen gesplitst. In 2012 werd duidelijk dat serie 2 niet als remake zou verschijnen. Producent Fox onderhandelt echter nog met Netflix en DirecTV om de serie daar onder te brengen.